# Hutsonville, Illinois
Hutsonville là một làng thuộc quận Crawford, tiểu bang Illinois, Hoa Kỳ. Năm 2010, dân số của làng này là 554 người.

## Dân số
Dân số qua các năm:
- Năm 2000: 568 người.
- Năm 2010: 554 người.